# Алі-є Курчі
Алі-є Курчі (перс. علي قورچي) — село в Ірані, у дегестані Гендудур, у бахші Сарбанд, шагрестані Шазанд остану Марказі. За даними перепису 2006 року, його населення становило 337 осіб, що проживали у складі 76 сімей.

## Клімат
Середня річна температура становить 10,13 °C, середня максимальна – 29,07 °C, а середня мінімальна – -12,30 °C. Середня річна кількість опадів – 283 мм.
| Клімат поселення                              | Клімат поселення | Клімат поселення | Клімат поселення | Клімат поселення | Клімат поселення | Клімат поселення | Клімат поселення | Клімат поселення | Клімат поселення | Клімат поселення | Клімат поселення | Клімат поселення | Клімат поселення |
| Показник                                      | Січ.             | Лют.             | Бер.             | Квіт.            | Трав.            | Черв.            | Лип.             | Серп.            | Вер.             | Жовт.            | Лист.            | Груд.            |                  |
| Середній максимум, °C                         | 4,60             | 6,73             | 10,36            | 17,23            | 22,58            | 27,47            | 28,94            | 29,07            | 24,14            | 17,96            | 11,33            | 6,05             |                  |
| Середня температура, °C                       | −3,86            | −1,72            | 1,91             | 8,79             | 14,13            | 19,02            | 23,24            | 23,38            | 18,43            | 12,26            | 5,64             | 0,35             |                  |
| Середній мінімум, °C                          | −12,3            | −10,17           | −6,55            | 0,32             | 5,68             | 10,56            | 17,54            | 17,67            | 12,74            | 6,56             | −0,07            | −5,35            |                  |
| Норма опадів, мм                              | 43               | 40               | 52               | 38               | 32               | 6                | 1                | 1                | 0                | 6                | 26               | 38               |                  |
| Середньомісячна швидкість вітру, м/с          | 1.43             | 2.53             | 2.86             | 2.89             | 2.50             | 2.24             | 2.23             | 2.14             | 2.14             | 1.79             | 1.77             | 1.66             |                  |
| Середньомісячна сонячна радіація, кДж/м²·день | 9463             | 12535            | 15183            | 18452            | 22431            | 27056            | 26035            | 24233            | 21465            | 16126            | 11218            | 9164             |                  |
| --------------------------------------------- | ---------------- | ---------------- | ---------------- | ---------------- | ---------------- | ---------------- | ---------------- | ---------------- | ---------------- | ---------------- | ---------------- | ---------------- | ---------------- |
| Джерело:                                      |                  |                  |                  |                  |                  |                  |                  |                  |                  |                  |                  |                  |                  |